# Vesto Slipher
Vesto Slipher (11. listopadu 1875 – 8. listopadu 1969) byl americký astronom, který jako první provedl měření radiálních rychlostí galaxií, které bylo klíčové pro pozdější objev expanze vesmíru.
Narodil se v Mulberry v Indianě. Doktorát získal v roce 1909 na Indiana University Bloomington. Po dokončení studií začal pracovat na Lowellově observatoři, kde strávil celou svou kariéru. V roce 1915 se zde stal zástupcem ředitele a v roce 1926 byl jmenován ředitelem, kterým zůstal až do odchodu do penze v roce 1952. Jeho bratr Earl byl rovněž astronomem.
Slipher používal spektroskopii k určování rotační periody planet a planetárních atmosfér. V roce 1912 jako první pozoroval posun spektrálních čar galaxií, objevil tedy galaktický rudý posuv.  Tento objev je někdy nesprávně přičítán Edwinu Hubbleovi, ačkoli tento posuv před Hubblem pozorovali již Slipher, William Wallace Campbell a James Edward Keeler.  V roce 1914 také Slipher poprvé pozoroval rotaci spirálních galaxií.  Objevil sodíkovou vrstvu zemské atmosféry roku 1929  a o rok později přijal Clyde Tombaugha a dohlížel na práci, která vedla k objevu Pluta.
Edwin Hubble a Milton Humason zkombinovali Slipherova pozorování a vlastní měření a objevili přímou úměrnost vzdalování objektů s jejich rudým posuvem. Tato korelace rudého posuvu a vzdalování, dnes nazývaná Hubbleův zákon (rozhodnutí Mezinárodní astronomické unie z října 2018 doporučuje uživat označení Hubbleův–Lemaîtreův zákon), byla poprvé formulována v roce 1929 a stala se základem moderní kosmologie.
Slipher zemřel ve Flagstaffu v Arizoně, kde je také pohřben. 

## Ocenění
V roce 1932 získal Henry Draper Medal a Gold Medal of the Royal Astronomical Society. Roku 1935 obdržel medaili Catheriny Bruceové.
Jmenují se po něm krátery na Měsíci a Marsu a také asteroid 1776 Slipher.